# Asamblea Parlamentaria Europea-Latinoamericana

Países Integrantes de EuroLat

La Asamblea Parlamentaria Europea-Latinoamericana (EuroLat), es un organismo internacional compuesto por 150 parlamentarios de países europeos y latinoamericanos. Fue creada en 2006, para mejorar y promover las relaciones entre Latinoamérica y Europa.

## Organización
La EuroLat, está dirigida por una copresidencia (un presidente por continente). El presidente europeo actual es Javier López Fernández y el presidente latinoamericano es José Leonel Vásquez Búcaro. Hay 14 covicepresidentes, divididos en partes iguales como los anteriores. Los copresidentes y covicepresidentes, constituyen la mesa ejecutiva, la cual es el órgano administrativo de EuroLat.
El Organismo cuenta con cuatro comisiones permanentes:
- Seguridad Política y Asuntos de Derechos Humanos.
- Asuntos Económicos,Financieros y de Comercio.
- Asuntos Sociales,Ambientales,Educacionales y Culturales.
- Desarrollo Sostenible, Medio Ambiente, Política Energética, Investigación, Innovación y Tecnología

## Miembros
Los 150 miembros, están repartidos en partes iguales entre Europeos y Latinoamericanos, y en la actualidad, proceden de los siguientes órganos gubernamentales:
- Parlamento Europeo
- Parlamento Andino
- Parlamento Centroamericano
- Parlamento Latinoamericano
- Parlamento del Mercosur
- Congreso de México
- Congreso Nacional de Chile

## Delegaciones

### Delegación Europea
- Javier López Fernández (S&D, España) (copresidente)
- Jordi Cañas (Renew, España) (Covicepresidente)
- Sandra Pereira (GUE/NGL, Portugal) (covicepresidenta)
- Hermann Tertsch (ECR, España) (covicepresidente)
- José Manuel García-Margallo y Marfil (PPE, España) (covicepresidente)
- Nikos Androulakis (GUE/NGL, Grecia) (covicepresidente)
- Herbert Dorfmann (PPE, Italia) (covicepresidente)
- Beata Mazurek (ECR, Polonia) (covicepresidenta)

### Delegación Latinoaméricana
- José Leonel Vásquez Búcaro (El Salvador, Parlacen) (copresidente)
- Elías Ariel Castillo González (Parlatino, Panamá) (covicepresidente)
- Jorge Pizarro Soto (CPM UE-Chile, Chile) (covicepresidente)
- Beatriz Robles Gutiérrez (CPM UE-México, México) (covicepresidenta)
- María de los Ángeles Higonet (Parlatino, Argentina) (covicepresidenta)
- Doreen Javier Ibarra (Parlasur, Uruguay) (covicepresidente)
- José Pedro de la Cruz (Parlandino, Ecuador) (covicepresidente)
- Diego Aquino Acosta Rojas (Parlacen, Rep Dominicana) (covicepresidente)

- Datos: Q684066